# Serghei Tolstov
Serghei Pavlovici Tolstov (în rusă Сергей Павлович Толстов, n. 25 ianuarie/7 februarie 1907, Sankt Petersburg, Imperiul Rus – d. 28 decembrie 1976, Moscova, RSFS Rusă, URSS) a fost un arheolog și etnograf rus și sovietic. A fost organizatorul și primul director (între 1937 și 1969) al Expediției Horezmiene, fiind recunoscut pentru descoperirea și investigarea siturilor arheologice din Horezm.
În 1953, a fost ales membru corespondent al Academiei de Științe a Uniunii Sovietice.